# Colonche (parroquia)
Colonche es una parroquia de la provincia de Santa Elena. El territorio de la parroquia contiene dos sectores marcados geográficamente: el del filo costero y el del interior, de dominancia rural. La zona que da al perfil costanero, eminentemente turística, contiene los centros poblados más grandes y densos de la parroquia mientras que en la zona interior se han alineado siguiendo el eje vial una serie de pequeños centros poblados formando un conglomerado.

## Historia
Los últimos vestigios prehistóricos cercanos a Colonche respondieron a las culturas Manteño–Huancavilca del periodo de integración.De la población como tal se tiene noticias en 1547 y 1550 como un sitio llamado Colonche situado en la punta de Santa Elena,  cuyo Cacique se llama Colonchie,  señor de gran prestancia y aspecto imponente. Refiere el viajero milanés Girolamo Benzoni, que los habitantes se dedicaban al cultivo de maíz, yucas, camotes y otros, con abundancia de venados, era un asentamiento próspero que procuraba de medios de comunicación y transporte a los pasajeros del puerto de Santa Elena a Guayaquil, se distinguían por ser amables y atentos con los pasajeros. En 1605 pertenecía a la Gobernación de Guayaquil y el Cacique de Colonchie tenía bajo su jurisdicción al pueblo de Colonchillo. Según el mismo autor, Baltacho era el señor de la región y tenía bajo su protección al cacique Colonchie. 
En la época republicana la población de Colonche se denominó Santa Catalina de Colonche y contaba con 6000 habitantes y como poblaciones principales: Salanguillo, Palmar y Guangala.
La ubicación de Colonche determinó su intercambio con Santa Elena,  y a ella se incorporó en la época petrolera de la misma como fuerza laboral, pero en los períodos siguientes sus actividades productivas disminuyeron significativamente,  las relaciones productivas de la región cambiaron quedándose Colonche fuera de este panorama.El territorio parroquial
fue despoblándose hasta que en siglo XX, Colonche era una parroquia rural del cantón Santa Elena, con un marcado despoblamiento y de su auge del siglo anterior no quedaba más que el recuerdo.

## Demografía
La parroquia Colonche cuenta con una extensión de 1137,2 km². Según el censo poblacional del 2010 tiene una población de 31 322 habitantes lo que arroja una densidad bruta de 27,5 hab/km². Es la parroquia más grande de la provincia y representa 30,45 % de la misma.
Sus límites son:
Norte: parroquia Manglaralto y cantón Pedro Pablo Gómez de la provincia de Manabí.
Sur: Parroquias de Simón Bolívar y Santa Elena.
Este: Cantones Pedro Carbo de la provincia del Guayas y Cascol de Manabí.
Oeste: Océano Pacífico y parroquias de Manglaralto  y Santa Elena.

## Educación
El nivel más alto de escolaridad destaca el nivel primario. El cual es el nivel de instrucción que asiste o asistió los comuneros, se resalta que la infraestructura educativa es de sustento fiscal.

## Organización social
Esta parroquia se encuentra organizada por Comunas, Recintos, Cooperativas, Asociaciones, grupos de mujeres, clubes entre otros, la cual cada una de ellas tiene un representante que es elegido de forma democrática, esto contribuye a que se realicen actividades en pro de la comunidad.

## Gastronomía
Existen variedad de platos, donde rasalta el seco de chivo, seco de gallina, bollo de maduro, tambor de yuca, tortilla de maíz, pescado asado, bolón de verde, ceviche de pinchagua, pipian (sopa de maíz con patitas de cerdo) y en cuanto a la bebida la chicha de maíz.

## Identidad Cultural
Colonche por ser parte de la provincia de Santa Elena mantiene tradiciones propias de la zona tales como la Celebración de los Fieles Difuntos, en donde se prepara la “mesa de muerto” con los alimentos favoritos de los difuntos, la comunidad también celebra las fiestas patronales y parroquiales.

## Salud
En Colonche los servicios de salud son cubiertos por seis centros de salud públicos(Ayangue, Bambil Desecho, Colonche, Manantial de Guangala, Monteverde, San Marcos), 4 Dispensarios médicos del Instituto Ecuatoriano de Seguridad Social (Bambil Collao, Palmar, Loma Alta, San Vicente de Colonche), Plan Santa Elena que opera en 22 localidades, ninguno de ellos cuentan con servicio de internación,  en caso de requerirlo deben trasladarse hacia Manglaralto donde se encuentra el hospital más cercano, caso contrario dirigirse hacia Salinas, La Libertad, Santa Elena o Ancón.

## Comunas de la parroquia
Las Juntas Parroquiales del Ecuador fueron constituidas en reconocimiento al desarrollo rural del Ecuador,  sobre todo buscando su fortalecimiento,   se propone entonces un nivelde gobierno de cercanía, que será la célula territorial donde los pobladores encuentren una primera respuesta a sus necesidades.  La Constitución de 2008 les 
reconoce su categoría de Gobierno Autónomo Descentralizado y mejora significativamente sus presupuestos,  así como obliga a tener responsabilidades que antes eran discrecionales. Ese es el escenario en donde las Juntas Parroquiales de la nueva provincia de Santa Elena, realizan sus planes de desarrollo y ordenamiento territorial,  teniendo la  particulari
dad de que en ellas se asientan las Comunas (territorios Ancestrales de régimen especial) y que en algunas se han realizado procesos interesantes de desarrollo ligados a la región donde se encuentran inmersas.
La parroquia rural de Colonche, del cantón Santa Elena, provincia de Santa Elena es conocida como  “Colonche”; la cual cuenta con 18 comunas y 28 recintos. 
COMUNAS:
- Aguadita
- Ayangue
- Bajadita de Colonche
- Bambil Collao
- Bambil Desecho
- Calicanto
- Cerezal Bellavista
- Febres Cordero
- Jambelí
- Las Balsas
- Loma Alta
- Manantial de Guangala
- Manantial de Colonche
- Monteverde
- Palmar
- Río Seco
- Salanguillo
- San Marcos

## Economía
Según las estadísticas del (INEC, 2010), las tres actividades económicas que más se destacan en la parroquia son: Agricultura, ganadería y pesca, la industria manufacturera y el comercal por mayor y menor,  con 46.14%, 10.02%  y 8.25%  respectivamente.  En la primera actividad, se desagregó la pesca de toda la categoría, por lo que solo este rubro representa del 46.14%el 42.89% de la actividad, es decir 1806 habitantes de 4210se dedican a la pesca dentro de la provincia. Cabe destacar que el 8.20% de la referencia anterior no declaró su actividad económica. Por otro lado, la categoría de trabajador nuevo posee el 7.19%, dentro de ello constan actividades muy recientes y no permanentes que no tienen relación con las actividades anteriores.
Se realizan actividades artesanales que se elaboran con materiales de la zona y en diversas ocasiones materiales reciclados en los que podemos resaltar los sombreros de paja toquilla, tagua, madera, bisutería con materiales de la playa o labores agrícolas.

### Sector agrícola y ganadería
Según el INEC este sector está establecido con un 63% territorio rural, con terrenos comunales para desarrollar actividades agropecuarias que no se ha podido desarrollar de manera completa por varios factores como, falta de servicios básicos, la obtención de créditos,o la falta de programas aociados a la mejor productividad de la parroquia.
Colonche se destaca como un sector estratégico para cultivos como: tagua, caña guadua, paja toquilla, toronja, entre otras. Para llevar a cabo el proceso del manejo agrícola, siembras y cosechas, la población utiliza herramientas manuales como: el machete, garabato, espeque, mochilas para la fumigación, palas, pico, excavadores manuales, entre otros. Esta tendencia se debe a que no se realiza capacitaciones técnicas y existe una escasez de recursos económicos.

### Zonas productoras
Aguadita: Cabras, ganado vacuno, 
Ayangue: Pesca, 
Bajadita de Colonche: Cabras, 
Bambil Collao: Hortalizas, Sandía,
Bambil Deshecho: Hortalizas, Sandía, 
Calicanto: Maíz, 
Cerezal Bellavista: Maíz, Sandía, ganado mayor, 
Febres Cordero: Sandía, Hortalizas, Paja Toquilla, 
Jambelí: Cerdos, cultivos de ciclo corto, 
Las Balsas: Sandía, Hortalizas, ganado mayor, 
Loma Alta: Hortalizas, Cítricos,
Manantial de Colonche: Hortalizas,
Manantial de Guangala: Hortalizas, ganado mayor, 
Palmar: Pesca, 
Río Seco: Hortalizas